# Нур-фьорд
Нур-фьорд (норв. Nordfjorden) — шестой по длине фьорд Норвегии (длина 106 км). Также Нур-фьордом называется традиционная область Норвегии, расположенная вокруг фьорда. Фьорд и область расположены на западном побережье Норвегии, в губернии (фюльке) Согн-ог-Фьюране.
В состав области Нур-Фьорд входят коммуны Селье, Вадсёй, Бремангер, Эйд, Глоппен, Хорниндаль и Стрюн. Площадь области 4295 км², население — около 33 тысяч человек.

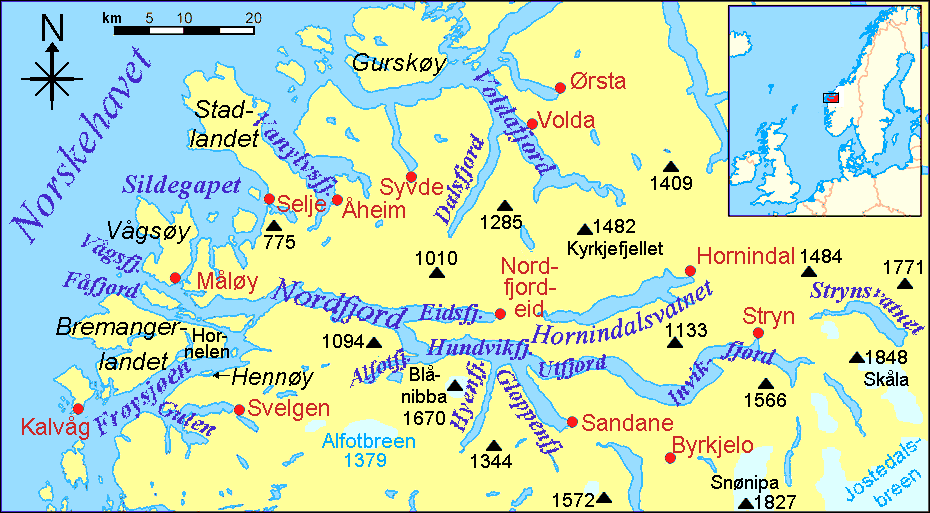
Карта Нур-фьорда

Нур-Фьорд, наряду с Согнефьордом на юге и Стур-фьордом на севере — один из трёх крупных фьордов центральной Норвегии, фюльке Согн-ог-Фьюране. Максимальная глубина 565 м, максимальная ширина — около 5 км. Фьорд обладает большим туристическим потенциалом, в частности, из-за того, что он обеспечивает лёгкий доступ к нескольким языкам ледника Йостедалсбреен, самого большого ледника континентальной Европы. Вдоль берега фьорда проложена автомобильная дорога, начинающаяся из Стрюна, обходящая фьорд, а затем за Бюрчело уходящая в тоннель под ледник Йостедалсбреен. Стрюн также через перевал соединён автомобильной дорогой с шоссе Лом-Гейрангер.
На фьорде действуют две паромные линии, обе поперёк фьорда и обе западнее Стрюна: Лоте — Анда на Европейском маршруте Е39 и Сторхёйм — Исане. Один из рукавов в устье фьорда пересекает паромная линия Малёй — Олдейде, связывающая остров Бремангер с континентальной Норвегией.
Устье фьорда закрыто от Норвежского моря островами, самые крупные из которых — Вогсёй и Бремангерланн. Два крупнейших рукава в устье Нур-Фьорда, Вогсфьорд и Фофьорд, разделяют эти два острова. Как и другие норвежские фьорды, Нур-Фьорд делится на множество вторичных фьордов, перечисленных ниже в порядке удаления от моря:
- Эйдсфьорд
- Исефьорд
  - Олфотфьорд
- Хундвикфьорд
  - Хюфьорд
  - Глоппефьорд
- Утфьорд
- Иннфикфьорд
- Фалейфьорд